# Бимбо (музыкальная группа)

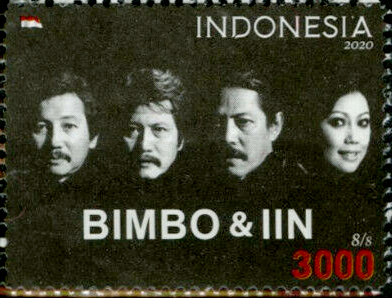
«Бимбо» на почтовой марке Индонезии 2020 г.

Бимбо (ранее Trio Los Bimbos, Trio Bimbo) — индонезийская вокальная группа, исполняющая популярную и религиозную музыку. Основана в 1967 году в Бандунге. Один из старейших ансамблей популярной музыки, существующих в Индонезии .

## История
Дебютировали в 1967 году на TVRI под названием Trio Bimbo с песней «Bésame mucho» Консуэло Веласкес. Изначально записывали поп-музыку в западном стиле. В настоящее время известны, в основном, как исполнители произведений индонезийской популярной музыки с исламскими мотивами. Бо́льшая часть их продукции состоит из работ на индонезийском языке, хотя они также исполняют песни на малайском и местном сунданском языке, в их репертуаре — присутствую песни в жанрах дангдут и касыда. Участники говорят, что на их вокальные гармонии повлияло творчество Queen.
В состав группы входят Самсудин «Сэм» Харджакусума, Дармаван «Асил» Харджакусума, Джака Пурнама Харджакусума, Парлина «Иин» Харджакусума.
Три песни группы включены в список 150 лучших индонезийских песен всех времён, опубликованный в местном издании журнала Rolling Stone: «Господь» (индон. Tuhan) под номером 17, «Жасмин из Джаягири» (индон. Melati dari Jayagiri) под номером 45 и «Огненное дерево» (индон. Flamboyan) под номером 81.

## Награды
- 2017 — 4th Indonesian Choice Awards
- 2019 — Anugerah Musik Indonesia 2019

## Дискография
- BIMBO POP (1973)
- BIMBO MENGETENGAHKAN IIN PARLINA (1974)
- ABANG BECAK (1974)
- BALADA PENDEKAR (1974)
- BALADA GADIS DESA (1974)
- POP MELAYU MENARI DAN BERGOYANG (1974)
- MELATI (1974)
- DANGDUT BERSAMA BIMBO (1975)
- CLASSIC MELAYU (1975)
- POP QOSIDAH (1975)
- KERONCONG POP (1975)
- POP ROCK (1976)
- DANGDUT VOL.3 (1976)
- BIMBO BERSAMA RUDY JAMIL (1976)
- INDONESIA ANTIK VOL.1 (1976)
- INDONESIA ANTIK VOL.2 (1976)
- POP BASA SUNDA VOL.1 (1976)
- BIMBO LATIN BEAT (1977)
- INDONESIA BARU (1977)
- INDONESIA ANTIK VOL.3 (1977)
- 10 TAHUN PERJALANAN BIMBO (1977)
- POP BASA SUNDA VOL.2 (1977)
- POP BARU 1978 (1978)
- TEKA TEKI TAHUN 2000 (1978)
- BIMBO 1979 (1979)
- BIMBO SPECIAL POP (1979)
- ANTARA BOGOR DAN CIANJUR (1979)
- BIMBO ‘80’ CINTA TERLARANG (1980)
- MASS MEDIA (1981)
- MENYAMBUT ABAD 15 HIJRIAH (1981)
- ALBUM KENANGAN (1981)
- CITRA NAN BIRU (1981)
- KAMPANYE PEMILU ’82 (1982)
- SURAT UNTUK REAGAN & BREZHNEV (1983)
- DANDUNG IN PUNK ROCK (1983)
- ANTARA KABUL BEIRUT (1984)

```
* ROMANTIKA HIDUP (1984)
```

- CINTA KELESTARIAN (1984)
- FAJAR ABAD 15 HIJRIAH KITA ADALAH SATU (1985)
- LESTARIAN INDONESIA (1985)
- BIMBO ’85 (1985)
- OPINI BERITA TAHUN MACAN (1986)
- SAYA CINTA BUATAN INDONESIA (1986)
- QASIDAH ’97 (1997)
- QASIDAH ‘IBUNDA KITA, SURGA KITA’ (1999)
- TAQABALLAHU MINA WAA MINKUM (2002)
- ALBUM 40 TAHUN BIMBO (2007)
- SEMOGA JALAN DILAPANGKAN TUHAN (2007)
- WARISAN: BIMBO AND FRIENDS (2012)